# 파티스리

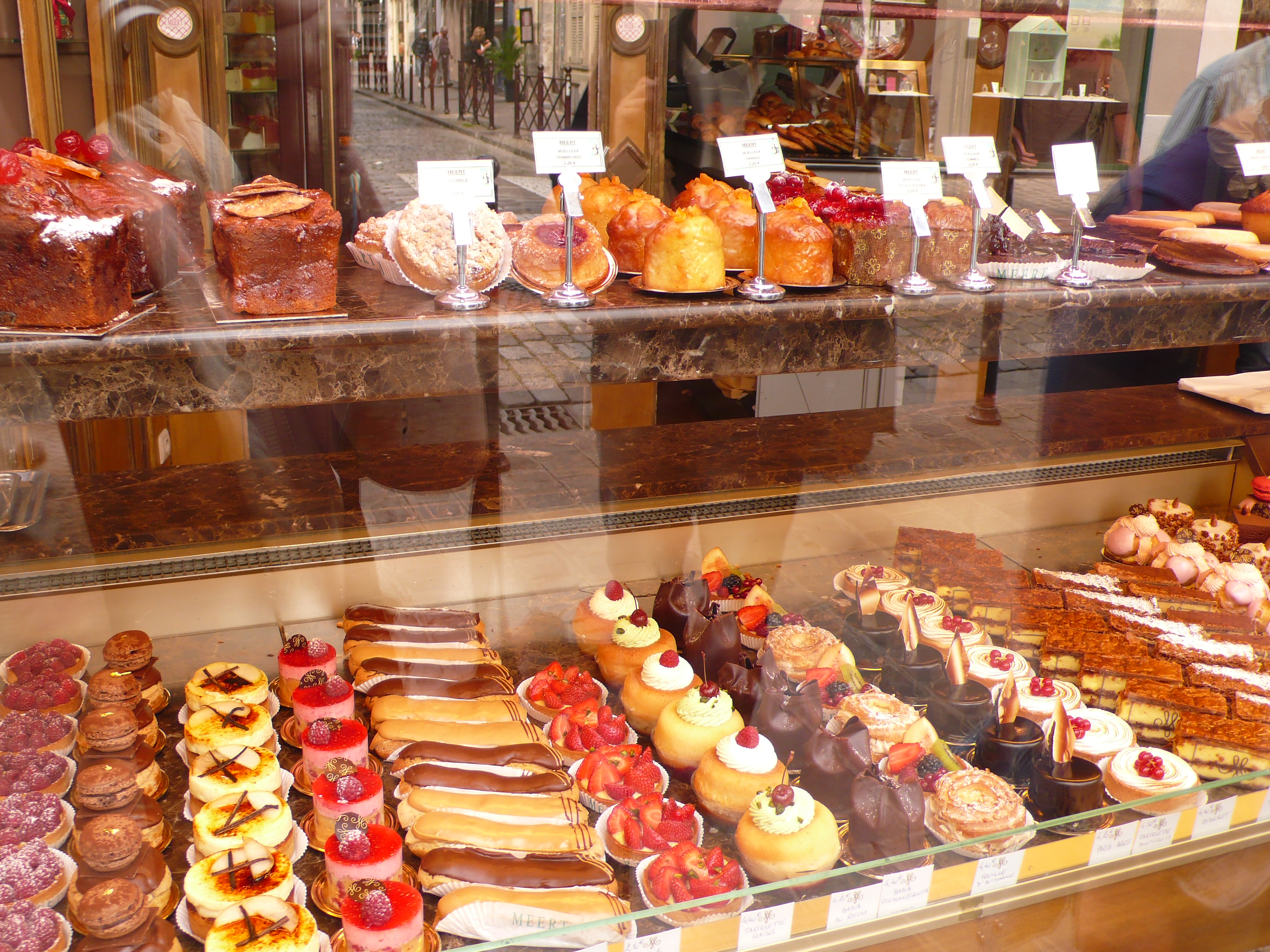

파티스리(프랑스어: pâtisserie) 또는 파티세리는 프랑스풍과 벨기에풍의 과자 가게, 과자점, 제빵점을 뜻한다. 프랑스에서는 제과사(製菓師)를 뜻하는 파티시에가 되기 위해, 파티스리에서 트레이닝과 시험을 받는다고 한다.

## 같이 보기
- 세계 요리
- 꿈빛 파티시엘